# Dogodelphax maculata
Dogodelphax maculata är en insektsart som beskrevs av Asche 1988. Dogodelphax maculata ingår i släktet Dogodelphax och familjen sporrstritar. Inga underarter finns listade i Catalogue of Life.